# Hecyroides lateriplagiata
Hecyroides lateriplagiata là một loài bọ cánh cứng trong họ Cerambycidae.